# Берзиньш, Албертс
А́лбертс Ансис Бе́рзиньш (латыш. Alberts Ansis Bērziņš; 21 марта (3 апреля) 1893, Рига — 23 января 1970, Норрчёпинг) — латвийский скрипач и музыкальный педагог.
Учился в музыкальной школе Гижицкого в Риге у Иоганнеса Налбандяна и его ассистента Якова Магазинера, затем в Рижском училище Императорского Русского музыкального общества. В годы учёбы играл в различных оркестрах, в том числе в Латвийском новом театре у Николая Алунана. В 1912—1914 гг. был концертмейстером в первой труппе Латвийской оперы. В 1913—1917 (или 1914—1918) гг. продолжил обучение у Налбандяна в Петроградской консерватории. В последующие два года выступал как концертмейстер в Выборге в оркестре Тойво Куулы, в оркестре Шестого тукумсского полка латышских стрелков и др.
В 1919—1936 гг. первая скрипка в оркестре Латвийской национальной оперы. С 1919 г. возглавлял струнный квартет (с виолончелистом Алфредом Озолинем). Одновременно в 1922—1924 гг. выступал как организатор и дирижёр летних концертов в открытом концертном зале в Дзинтари, в 1928—1934 гг. — на минеральном курорте в Кемери. Преподавал некоторое время в Елгавской народной консерватории. В 1936—1943 гг. в оркестре Рижского радио.
В 1944 г. бежал в Германию, с 1948 г. в Швеции. Играл в оркестре в Норрчёпинге.